# آزار جنسی

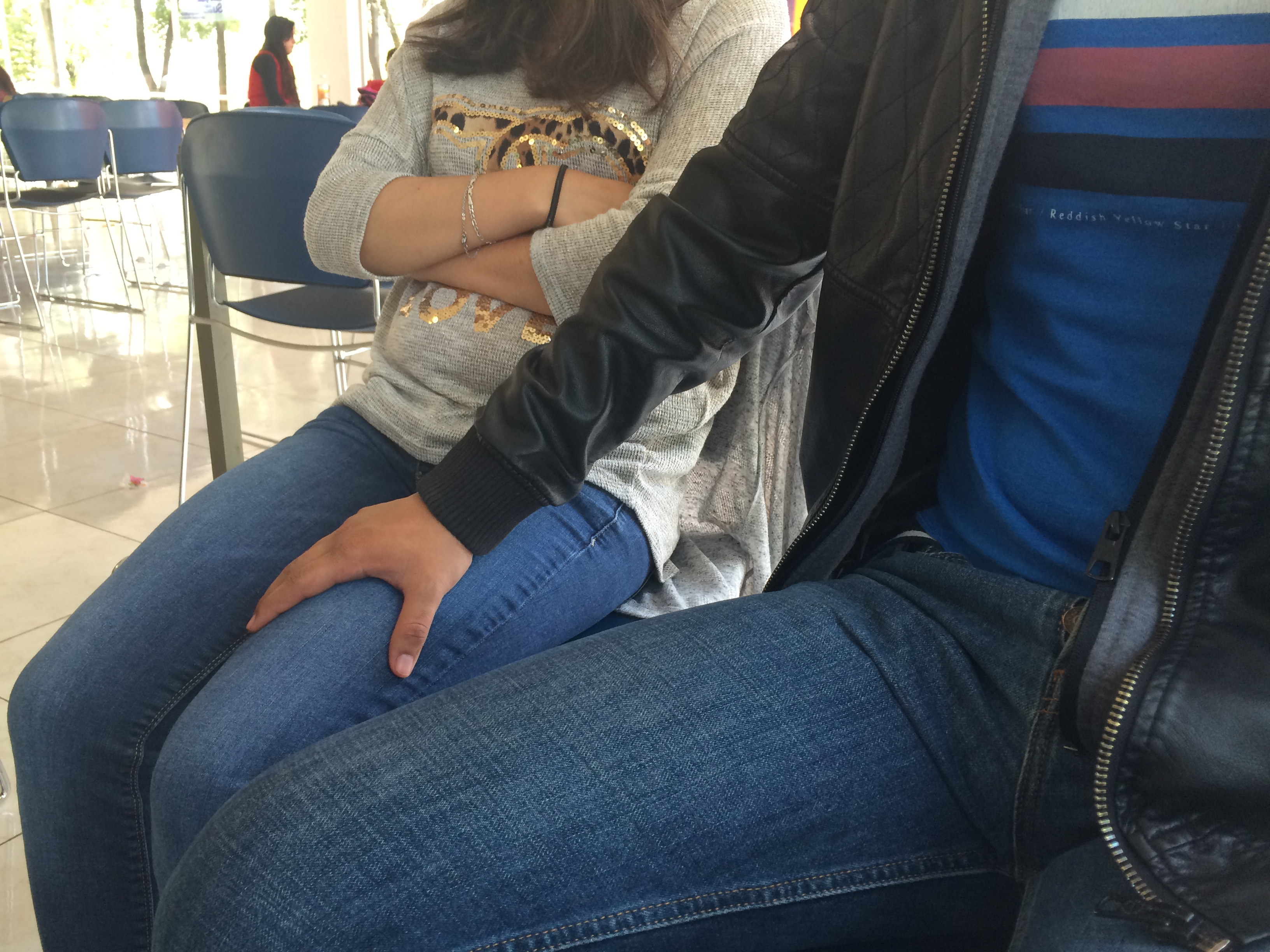
نمونه‌ای از برقراری تماس جنسی ناخواسته

آزار جنسی یا ایذای جنسی (به انگلیسی: Sexual harassment)، محدودهٔ وسیعی از رفتارها، از مزاحمت‌های خیابانی تا سوء استفاده جنسی و تجاوز جنسی را دربر می‌گیرد. آزار جنسی عملی است با ماهیت جنسی که در آن فرد یا افرادی با تعرض به شخصیت یک فرد، از طریق، ارعاب، بهره‌گیری ناخواسته یا اجبار خواستار دریافت التفات جنسی یا تحقیر جنسیتی با توسل به آزار کلامی می‌شوند. در قوانین قضایی اکثریت مطلق کشورهای جهان، آزار جنسی عملی «غیرقانونی» و «مجرمانه» شناخته می‌شود.
در برخی جوامع مرد سالار، «آزار جنسی زنان» به‌اندازه‌ای نهادینه شده‌است که اکثریت مطلق زنان آن جامعه در طول زندگی‌شان قربانی آزار جنسی واقع شده‌اند. با این وجود آزاردهنده ممکن‌است زن یا مرد باشد و همین‌طور فرد مورد آزار قرارگرفته هم می‌تواند زن، مرد یا کودک باشد. ضمن این‌که آزاردهنده و قربانی می‌توانند دارای یک جنسیت باشند. در برخی موارد فرد آزاردهنده ممکن‌است با فرد قربانی دارای نسبیت خانوادگی، دوستی یا دارای ارتباط شغلی باشد. و در مواردی هم با فرد قربانی کاملاً غریبه باشد.
آزار جنسی یکی از انواع تبعیض شغلی است. برای بسیاری از مؤسسات و تجارت‌ها در دنیای امروز، پیش‌گیری از ارتکاب کارمندان به آزار جنسی، از اولویت‌های اصلی قوانین محل کار محسوب می‌شود.

## ابداع واژه و تاریخچه
واژهٔ آزار جنسی (به انگلیسی: Sexual Harassment) در سال ۱۹۷۳ میلادی در گزارشی که به رئیس مؤسسه فناوری ماساچوست دربارهٔ مسائل مختلف مربوط به جنسیت ارائه شد، استفاده گردید. این مؤسسه احتمالاً اولین مؤسسه‌ای بوده‌است که مسئلهٔ آزار جنسی در آن مورد بحث قرار گرفته و قوانین و دستورهای مربوط در آن توسعه یافته‌است.

## شرایط آزار
آزار جنسی می‌تواند در شرایط مختلفی اتفاق بیفتد. اغلب، و نه همیشه، آزار دهنده در موضعی از قدرت نسبت به قربانی (به علت اختلاف سنی، موقعیت اجتماعی، سیاسی، آموزشی، یا کاری) قرار دارد. اشکالی از روابط در آزار جنسی شامل موارد زیر می‌باشند:
- آزار دهنده می‌تواند هرکسی، مثل همکار، والدین یا قیم قانونی، خویشاوند، معلم یا استاد، دانش آموز یا دانشجو، دوست یا فردی غریبه باشد.
- فرد آزاردیده صرفاً همان قربانی نیست. بلکه اگر فردی شاهد آزار جنسی نیز بوده و این رفتار بر او تأثیر منفی گذاشته‌است نیز آزاردیده تلقی می‌شود.
- مکانی که در آن آزار جنسی رخ می‌دهد می‌تواند شامل خانه، مدرسه، دانشگاه، محل کار و غیره باشد.
- آزاردهنده ممکن است کامل از اینکه رفتار او زننده است یا ممکن است شامل آزار جنسی باشد بی‌اطلاع باشد یا اینکه از غیرقانونی بودن اقدامات خود بی‌خبر باشد.[۵]
- آزار جنسی ممکن است یک بار اتفاق بیفتد ولی اغلب به گونه‌ای تکرار شونده رخ می‌دهد.
- عوارض نامطلوب بر آزار دیده معمولاً به صورت تنش و دوری از اجتماع، ایجاد مشکل در غذا خوردن و خوابیدن، اختلال در سلامتی کلی و غیره خود را نشان می‌دهند.
- آزاردهنده و قربانی می‌توانند هر جنسیتی داشته باشند.
- آزاردهنده لزوماً دارای جنسیت مخالف قربانی نیست.
- سوء تفاهم: این مسئله می‌تواند زمانی رخ دهد که یک نفر فکر می‌کند نظر خود را مطرح می‌کند ولی از آن برداشتی متفاوت می‌شود. سوء تفاهم می‌تواند منطقی یا غیر منطقی باشد. یک مثال از حالت غیرمنطقی زمانی است که مردی تصویری کلیشه‌ای از یک زن در ذهن خود دارد به گونه‌ای که قادر به تشخیص پیام واضح زن برای پایان دادن به رفتار نامناسب خود نیست.

## تنوع رفتارها

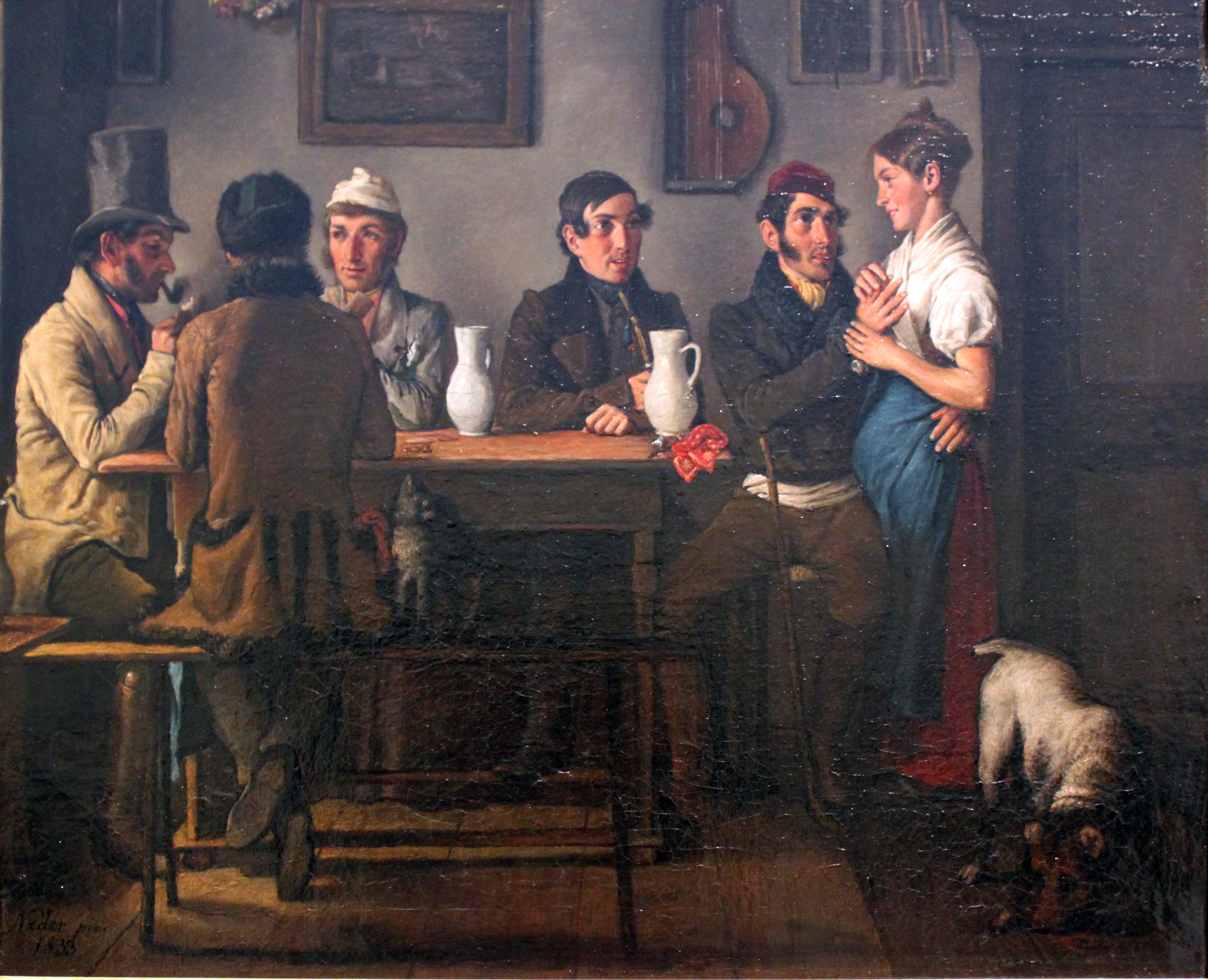
At the Tavern, در میخانه، توسط یوهان مایکل ندر، 1833, Germanisches Nationalmuseum

یکی از مشکلات در فهمیدن رخداد آزار جنسی، این است که شامل محدودهٔ وسیعی از رفتارها می‌شود و در بسیاری از مواقع (نه همهٔ آنها) برای آزاردیده سخت است که در درجهٔ اول برای خود و سپس برای سایرین تجربه‌ای را که داشته‌است دقیقاً تشریح کند. این مسئله می‌تواند به خاطر مشکل بودن طبقه‌بندی آن موقعیت یا در اثر تجربهٔ تنش یا تمسخر از سوی دیگران در فرد آزاردیده باشد، همین مسئله باعث بروز بیماری‌های روحی و روانی از جمله افسردگی شدید می‌شود، بهترین کار در این موقعیت مراجعه به روان‌شناس، مشاور، یا فردی نزدیک و قابل اعتماد می‌باشد. به علاوه اینکه رفتار و محرک‌ها در آزار جنسی در موارد گوناگون با هم تفاوت دارد.

### دسته‌های رفتاری
زیچ و همکارانش آزاردهنده‌ها را به دو دسته تقسیم می‌کنند:
- آزاردهنده‌های آشکار که در رفتار فریبنده یا رویکردهای جنسی خود نسبت به همکاران، زیردستان، یا دانش آموزان خود انگشت‌نما هستند.
- آزار دهنده‌های مخفی که با دقت تصویری موجه و منطقی از خود در ظاهر نشان می‌دهند، ولی وقتی با اهداف خود در خلوت رو به رو می‌شوند رفتارشان تغییر می‌کند.

لنگلن آزاردهنده‌ها را به سه دسته تقسیم می‌کند:
- آزاردهنده‌های یغماگر که هیجانات جنسی را با تحقیر دیگران به دست می‌آورند. این آزاردهنده‌ها ممکن است در اخاذی‌های جنسی درگیر شوند و هر از گاهی به آزار بپردازند تا ببینند اهدافشان چگونه رفتار می‌کنند. اهدافی که کمتر مقاومت می‌کنند ممکن است به عنوان اهداف برای تجاوز در نظر گرفته شوند.
- آزاردهنده‌های غالب که بیشتر آزاردهندگان را تشکیل می‌دهند و برای ترقی خود به آزار دست می‌زنند.
- آزاردهنده‌های استراتژیک که برای کسب امتیازات در کار یا حفظ موقعیت خود به آزار دست می‌زنند مثل مردی که زنان همکار خود را در شغلی که عمدتاً مردان در آن کار می‌کنند آزار می‌دهد.

## پیشگیری
از وقوع آزار جنسی در جوامع می‌توان با برنامه‌های آموزشی در دبیرستان، دانشگاه، و محیط‌های کاری جلوگیری کرد. مطالعات نشان داده که این برنامه‌ها منجر به تغییر رفتار دائمی در مردان و زنان شده‌است.

## آسیب دیدگی از آزار جنسی

### مقابله

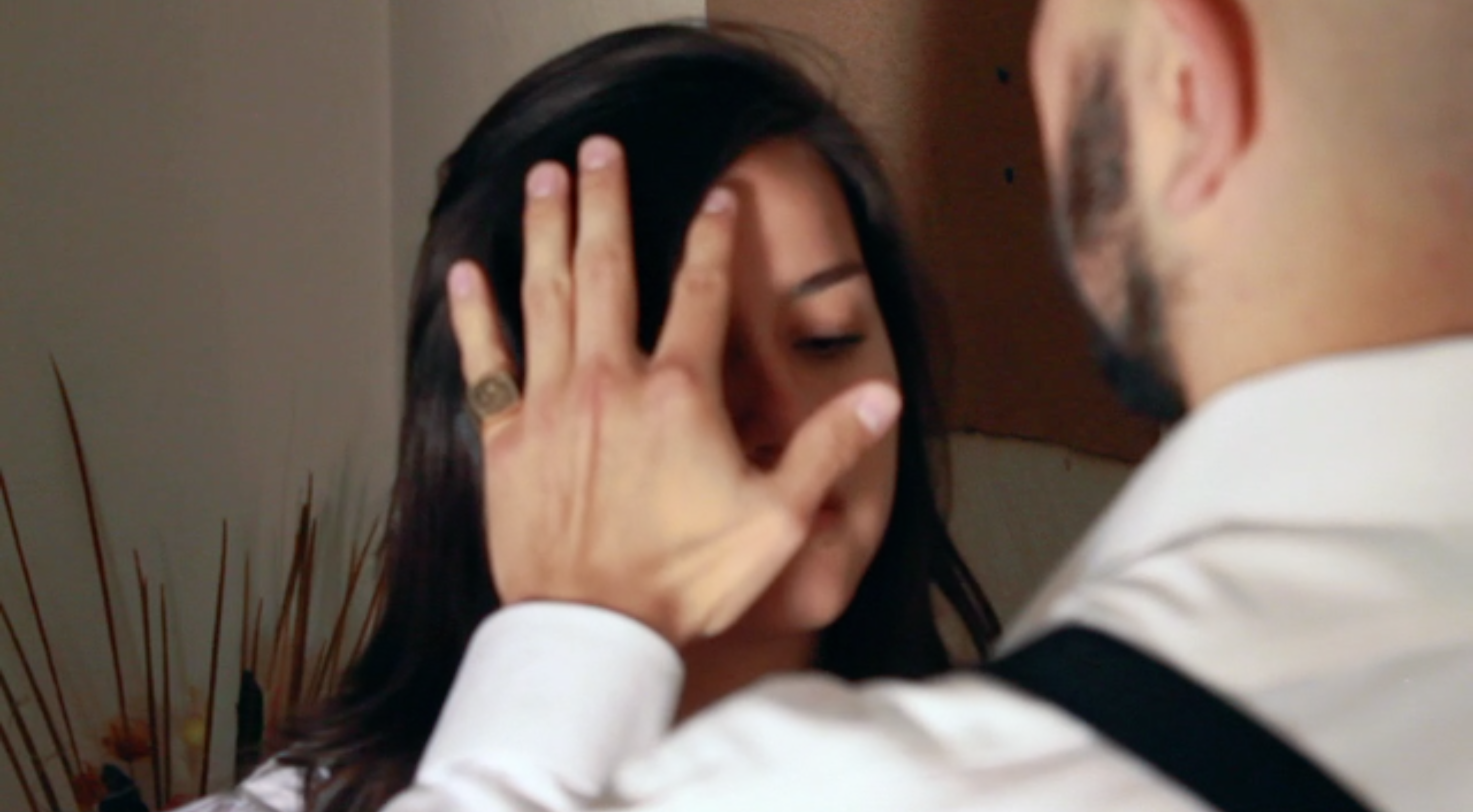
نمایه سازی حادثه ای که به عنوان بخشی از یک پروژه عکس دانشگاه انجام شده‌است

به هیچ عنوان نمی‌شود راه حلی کلی برای این معضل در نظر گرفت، چون هر جامعه نسبت به فرهنگ و اجتماع جامعه دیگر متفاوت است و تنها راهی که می‌توان میزان آن را کمتر کرد، جلوگیری از شکل‌گیری همچین تفکری در افکار متجاوز می‌باشد، بیشتر آنهایی که دست به تجاوز می‌زنند، افرادی هستند که در دوران کودکی و نوجوانی قربانی تجاوز شده‌اند.
اکثراً کسانی دچار همچین افکاری می‌شوند که در مورد اتفاقی که برایشان افتاده با کسی صحبت نکردند و همین درون ریزی تأثیر بسزایی در شکل‌گیری افکار متجاوزانه در ذهن این افراد دارد، یا می‌توانند دارای بیماری‌های روحی و روانی باشند که شاید از یک عقده نشات گرفته باشد.

### عوارض
در بیشتر موارد در روزهای نخست پس از حادثه، زندگی فرد قربانی شدیداً تحت تأثیر این اتفاق قرار می‌گیرد مثل، دوری از اجتماعات، از بین رفتن اعتماد به نفس، دائم خود را سرزنش کردن، یا حتی سرزنش شدن توسط خانواده،بیخوابی، استرس و اضطراب و… در تعدادی از موارد حتی می‌تواند به خودکشی هم ختم شود. یا اگر دختری در سنین پایین مورد تجاوز قرار بگیرد ممکن است به دلیل تنش‌های روحی و روانی ایجاد شده، برای ماه‌ها، سال‌ها یا حتی تا آخر عمر به بی‌جنس‌گرایی و سکس هراسی و … دچار شود؛ طبیعتاً عوارض این اتفاق از فردی به فرد دیگر متفاوت است. اگر بخواهیم نگاهی کلی بیندازیم عوارض این اتفاق برای شخص قربانی که اکثریت دختران و زنان هستند، متأسفانه در ایران نسبت به آمریکا و اروپا بسیار می‌تواند شدید تر باشد و دلیل آن هم تابو بودن این موضوع در جامعه ماست.

## تکامل قوانین آزار جنسی در حوزه‌های قضایی مختلف

### آمریکا
بنا به تعریف کمیسیون برابری فرصت‌های شغلی آمریکا (EEOC) «مورد آزار قرار دادن اشخاص (متقاضی کار یا کارمند) به خاطر جنسیت فرد غیرقانونی است.»

#### محیط کار
در آمریکا، مصوبهٔ حقوق مدنی ۱۹۶۴، تبعیض شغلی بر مبنای نژاد، جنسیت، رنگ پوست، ملیت پیشین و دین را ممنوع کرده‌است. با وجودی که این قانون در ابتدا به منظور مبارزه با آزار جنسی زنان تصویب شد ولی هم مردان و هم زنان را در برابر تبعیض جنسی محافظت می‌نماید. این تبعیض هنگامی رخ می‌دهد که جنسیت متقاضی به عنوان شرط استخدام مطرح می‌شود (مثل گذاشتن شرط زن بودن برای کار به عنوان پیشخدمت یا شرط مرد بودن برای کار در نجاری) یا وقتی شرایطی (مثل قد و وزن) برای شغل تعریف شود که منجر به استخدام تعداد بیشتری از یک جنسیت نسبت به جنسیت دیگر شود.
در سال ۱۹۸۰ میلادی، کمیسیون برابری فرصت‌های شغلی آمریکا (EEOC) قوانینی تصویب کرد و در آن آزار جنسی را تعریف نمود و عنوان نمود که آزار جنسی نوعی از تبعیض جنسی است که در مصوبهٔ حقوق مدنی ۱۹۶۴ ممنوع شده‌است.

#### آموزش
مبحث نهم اصلاحات آموزشی سال ۱۹۷۲ میلادی در آمریکا بیان می‌دارد که: «هیچ شخصی در آمریکا نباید به دلیل جنسیت از شرکت یا استفاده از مزایای هر گونه برنامه یا فعالیت آموزشی که با کمک هزینهٔ فدرال برگزار می‌شود، محروم شود یا در معرض تبعیض جنسی قرار گیرد.»

#### تعاریف کمیسیون برابری فرصت‌های شغلی آمریکا
کمیسیون برابری فرصت‌های شغلی آمریکا(EEOC) عنوان می‌کند که آزار هر کارگر یا کارمندی با هر جنسیتی در محیط کار غیرقانونی است. این آزار می‌تواند شامل آزار جنسی نیز باشد. EEOC بیان می‌کند که آزاردهنده و قربانی ممکن است هر جنسیتی داشته باشند و همچنین الزاماً آزاردهنده از جنس مخالف نیست.

## تبعیض جنسی
تبعیض جنسی شامل مواردی می‌شود که شخص به خاطر جنسیت خود مورد تبعیض قرار می‌گیرد. مثال‌هایی از تبعیض جنسی در رفتارها و اظهارات کارفرما نسبت به کارمند یا کارگر به شرح زیر است:
- کارفرما از متقاضی کار سؤال کند که آیا متأهل است یا تصمیم دارد در آینده بچه دار شود.
- به تغییرات احساسی زنان در دوران قاعدگی اشاره شود.
- بیان شود که یک خانم باید رفتار زنانه تری داشته باشد یا بیشتر آرایش کند؛ یا ادعا شود که شخصی متناسب با جنسیتش رفتار نمی‌کند.
- مردانی که دارای برخی صفات زنانه هستند را با اسامی نامناسب خطاب کند یا به آنان تذکر بدهد که باید مردانه رفتار کنند.
- کارمندی را به دلیل اینکه در پرونده‌ای قضایی مربوط به تبعیض جنسی با بازرسان همکاری کرده، مجازات کند.

موارد بالا در آمریکا غیرقانونی هستند و در صورت رخداد بر طبق قانون با آن‌ها برخورد می‌شود.

### ایران
یکی از موارد متداول آزار جنسی، آزار خیابانی (متلک انداختن به بانوان در محیط‌های عمومی، ایجاد مزاحمت‌های لفظی و غیره) است.
در قانون ایران جرمی به نام آزار جنسی یا تجاوز وجود ندارد و موارد اشاره صریح به جرایم مرتبط با خشونت جنسی علیه زنان محدود به زنا، ازاله بکارت و زنای با محارم می‌شود. زنا که به معنی رابطه جنسی نامشروع است اگر به زور (عنف) باشد مجازات اعدام دارد. اثبات زنا نیاز به شهادت چهار مرد دارد.
در ایران در موارد زیر که در بسیاری کشورها آزار جنسی محسوب می‌شوند، قانون و حمایتی وجود ندارد:
- آزار جنسی در محل کار (منظور از آزار جنسی، تجاوز نیست)
- تجاوز زناشویی
- تجاوز دوست پسر
- تجاوز مشتری به روسپی

از جمله مهم‌ترین دلایل گستردگی ناهنجاری آزار جنسی را در سطح جامعهٔ ایران می‌توان فقدان برنامه‌های آموزشی در دوران تحصیل و محل‌های کار، عدم وجود قوانین کیفری برای آزار جنسی و جداسازی جنسیتی دانست.